# William Froude
Pour les articles homonymes, voir Froude.
William Froude (28 novembre 1810 - 4 mai 1879 ) est un ingénieur, hydrodynamicien et architecte naval britannique. C'est le frère de l'historien James Anthony Froude. Il est également le père de Robert Edmund Froude, ingénieur naval, comme lui.

## Biographie
Né à Dartington, dans le Devon, Froude est le premier à établir des lois fiables sur la résistance à l'avancement que l'eau oppose aux bateaux et à prédire leur stabilité.
Son premier employeur est la South Eastern Railway en 1837, où il travaille sous les ordres du célèbre Brunel.
En mécanique des fluides, un nombre sans dimension porte son nom : le nombre de Froude qui permet de calculer des phénomènes hydrauliques réels à partir des mesures faites sur une maquette à l'échelle. Un des premiers bassins d'essai de carènes fut construit à son initiative à Torquay.
De même il est l'inventeur, en 1858, d'un frein hydrodynamique industriel qui porte son nom et qui fonctionne sur le principe du convertisseur de couple hydraulique.
Il est décédé le 4 mai 1879 à Simon's Town, en Afrique du Sud.